# Ignaz Jeitteles
Ignaz Jeitteles (jiddisch יגנץ ייטלס; geboren am 6. oder 13. September 1783 in Prag; gestorben am 19. Juni 1843 in Wien) war ein österreichischer Schriftsteller.

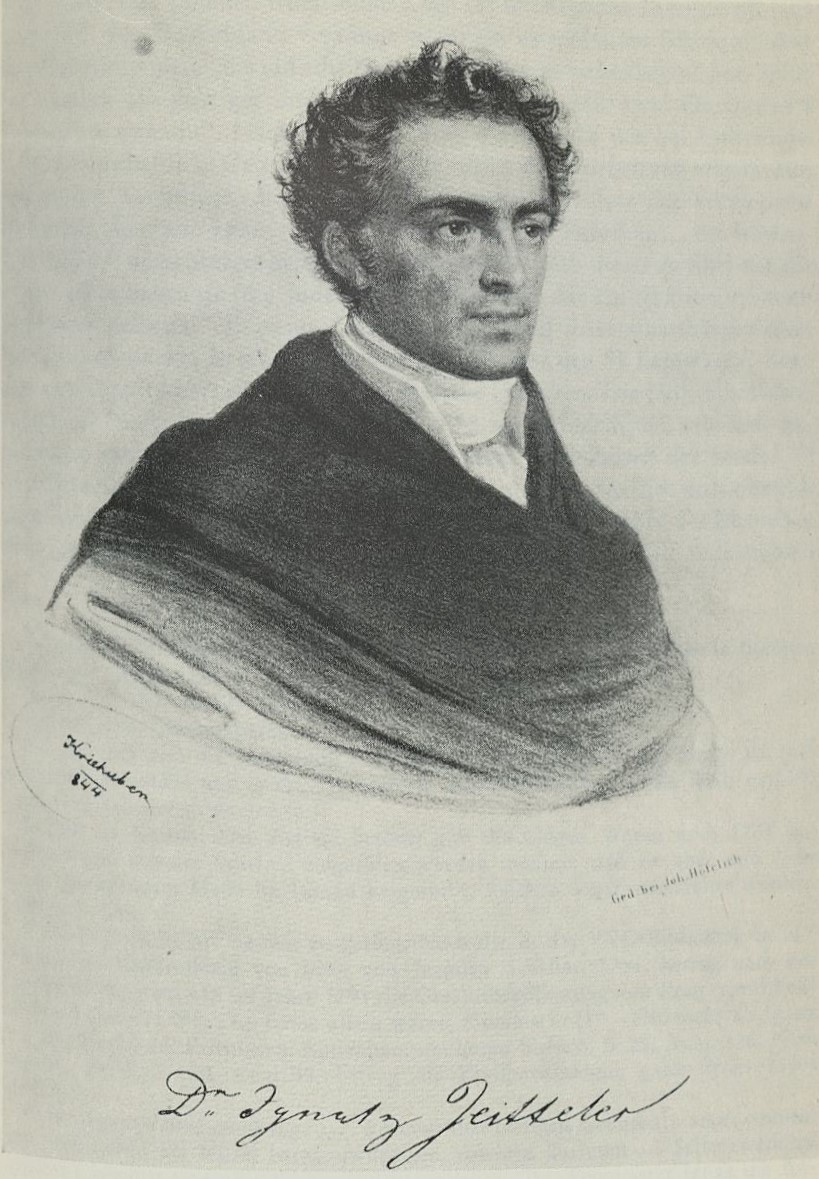
Josef Kriehuber: Ignatz Jeitteles

## Leben
Jeitteles stammt aus einer bedeutenden jüdischen Gelehrtenfamilie in Prag. Sein Vater Baruch Jeitteles war Talmudgelehrter, sein Großvater Jonas Jeitteles war Arzt. 
Nach dem Besuch des Piaristengymnasiums in der Prager Neustadt studierte Jeitteles Jurisprudenz an der Prager Universität, wo August Gottlieb Meißner sein Mentor wurde, der dort über Ästhetik und klassische Literatur las.
Häusliche Umstände zwangen ihn jedoch zum Abbruch des Studiums und zum Umzug nach Wien, wo er Gesellschafter eines Großhandelshauses wurde.
In Wien entfaltete Jeitteles eine rege publizistische Tätigkeit und verfasste in den folgenden Jahren ungefähr 500 Beiträge kritischen, historischen, satirischen oder poetischen Inhalts, die teils unter seinem Namen, teils anonym unter anderem in
den Annalen der österreichischen Literatur, 
im Wiener Literarischen Anzeiger, 
im Morgenblatt für gebildete Stände (1816–1820), 
in der Zeitung für die elegante Welt (1809–1812), 
in der Dresdner Abend-Zeitung (1817), 
in Fränkels Sulamith (1806–1818), 
in Hormayrs Archiv für Geographie, Historie, Staats- und Kriegskunst (1812 und 1813), 
in der Wiener Zeitschrift für Kunst, Literatur, Theater und Mode (1817–1820), 
in Beckers Allgemeinem Anzeiger, 
in Andrés Patriotischem Tageblatt, 
in Lewalds Europa und
in verschiedenen Taschenbüchern, zum Beispiel 
in Castellis Huldigung der Frauen, 
in Gräffers Ceres und  
Philomele
erschienen.
Außerdem redigierte er 1819 zusammen mit seinem Vetter, dem Arzt und Lustspieldichter Alois Jeitteles, die Zeitschrift Siona, encyklopädisches Wochenblatt für Israeliten, die allerdings nur ein halbes Jahr lang erschien.
Er verfasste auch mehrere selbstständige Schriften, darunter eine Biografie seines Großvaters Jonas Jeitteles, sein Hauptwerk war aber das 1835 und 1837 in zwei Bänden erschienene Aesthetische Lexicon. Ist Jeitteles in seinen Journalbeiträgen durchaus kritisch-fortschrittlich orientiert und dem österreichischen Vormärz zuzurechnen, so zeigt er sich in seiner Kunstauffassung konservativ und rückwärts gewandt, indem er sich insbesondere an Johann Georg Sulzers Allgemeiner Theorie der schönen Künste orientierte, das Ziel verfolgte, diese gewissermaßen fortzuschreiben und dementsprechend an die gesamte goethezeitliche Literatur veraltete normative Maßstäbe anlegte. Jeitteles schreibt in der Vorrede des Lexicons:

„Um zu diesem Fortbau [von Sulzers Werk] beizutragen, war mein Streben, aus dem seit der Sulzer’schen Periode vielfach angehäuften, zerstreuten Materiale ästhetisch-scientifischer und artistischer Natur in den Lehrbüchern gediegener Aesthetiker und sachreicher Encyklopädisten das Gehörige auszuscheiden, das Beste, nach einem festen Principe und mit kritischem Blicke, auszuwählen, und die Darstellung, fern vom Nebel der Schule, ohne der Würde der Wissenschaft Etwas zu vergeben, klar zu halten.“

1825 heiratete er Fanni, Tochter des Großhändlers Hirsch Barach. Die Ehe blieb kinderlos. 
1839 verlieh die Universität Jena Jeitteles die Ehrendoktorwürde. 
Der Plan einer Literaturgeschichte, zu der er schon umfangreiche Vorarbeiten geleistet hatte, gelangte nicht mehr zur Ausführung.
In seinen letzten Jahren unternahm er eine Reise nach Italien, deren Resultat, Eine Reise nach Rom, 1844 von Lewald postum herausgegeben wurde.
Jeitteles starb 1843 in Wien im Alter von 59 Jahren. 
Der Dichter Franz Grillparzer schrieb als Entwurf für einen Grabspruch: „Die sich sonst so ferne stehen: Einsicht in das Notwendige und Wärme für das Wirkliche, sie reichen sich über diesem Grabe die Hand.“
Seine Frau Fanni ist 1857 gestorben und vermachte ihr gesamtes, nicht unbedeutendes Vermögen der israelitischen Kultusgemeinde in Wien zu wohltätigen Zwecken, Stipendien für Mediziner, Juristen, Maler und Bildhauer und der Einrichtung eines Versorgungshauses für arme Witwen, das ab 1857 im Stadtteil Landstraße entstand.
Ignaz Jeitteles wird oft fälschlich das Pseudonym Julius Seidlitz beigelegt, das tatsächlich dem Schriftsteller Isaak Jeitteles (1814–1857) zuzuordnen ist. Auch im ÖBL-Eintrag zum Lemma Julius Seidlitz wird noch Ignaz Jeitteles als eigentlicher Name genannt und Angaben der beiden Personen vermengt, beispielsweise das Ehrendoktorat von Ignaz Jeitteles.

## Werke
- Seiner Majestät Franz dem Zweyten, bei Gelegenheit der Aufnahme der erblichen Kaiserwürden von Oesterreich. Prag 1804.
- mit Baruch Jeitteles: Die Kuhpockenimpfung. Eine Predigt. Prag 1805, Digitalisat.
- Jonas Jeitteles, der Heilkunde Doctor, der Weltweisheit Baccalaureus, des gewesenen böhmisch-israelitisch-chirurgischen Gremiums immerwährender Präses […]  Eine biographische Skizze von seinen Enkel Ig. Jeitteles, der Rechtsgelehrsamkeit Beflissenen. Prag 1806, Digitalisat.
- Analecten, Arabesken und Allegorien. Prag 1807 (nicht nachgewiesen).
- Clio, eine Reihe welthistorischer Scenen. Mit 17 Kupferstichen von Franz Xaver Stöber. Wien 1834, Digitalisat.
- Aesthetisches Lexicon. Ein alphabetisches Handbuch zur Theorie der Philosophie des Schönen und der schönen Künste nebst Erklärung der Kunstausdrücke aller ästhetischen Zweige. 2 Bde. Wien 1835–1837, Digitalisat. Weitere Auflage: Aesthetisches Lexikon enthaltend Kunstphilosophie, Poesie, Poetik, Rhetorik, Musik, Plastik, Graphik, Architektur, Malerei, Theater. 2 Bde. Wien 1839.
- Eine Reise nach Rom. Hg. August Lewald. Siegen & Wiesbaden 1844, Digitalisat.